# Chila de la Sal (kommun)
Chila de la Sal är en kommun i Mexiko.   Den ligger i delstaten Puebla, i den sydöstra delen av landet, 160 km söder om huvudstaden Mexico City.
Följande samhällen finns i Chila de la Sal:
- Chila de la Sal